# Йорк Бойен
«Йорк Бойен» (нем. Yorck Boyen Insterburg) — ныне не существующий футбольный клуб из города Инстербурга Восточной Пруссии (ныне — Черняховск Калининградской области).

## История
Клуб был основан как в 1921 году как спортивный клуб Йорк Инстербург (нем. SV Yorck Insterburg). В 1934 году он объединился с клубом Милитэр СВ Бойен 1923 Тильзит (нем. Militär SV von Boyen 1923 Tilsit) и стал называться Йорк Бойен Инстербург. Название клуба связано с двумя прусскими генералами — Иоганном Йорком и Бойен, Леопольд Герман Людвиг фон.
В 1930-х годах клуб дважды становился чемпионом гаулиги Восточная Пруссия (нем. Gauliga Ostpreußen) и дважды участвовал в розыгрыше всегерманского чемпионата (но оба раза смог занять только последнее место в своей группе).
После начала Второй мировой войны клуб перестал играть, а после окончания войны был окончательно расформирован.

## Достижения
- Чемпион Гаулиги «Восточная Пруссия»: 1935, 1938
- Участие в розыгрыше чемпионата Германии по футболу: 1934/35 и 1937/38